# Завразьке сільське поселення
Завра́зьке сільське поселення (рос. Завражское сельское поселение) — сільське поселення у складі Нікольського району Вологодської області Росії.
Адміністративний центр — присілок Завраж'є.

## Історія
15 лютого 2021 року ліквідовано присілок Мале Старигіно.

## Населення
Населення сільського поселення становить 1051 особа (2019; 1303 у 2010, 1826 у 2002).

## Склад
До складу сільського поселення входять:
| Населений пункт          | Населення, осіб (2002) | Населення, осіб (2010) |
| ------------------------ | ---------------------- | ---------------------- |
| Весела Грива, присілок   | 2                      | 0                      |
| Висока, присілок         | 66                     | 22                     |
| Високинський, селище     | 426                    | 299                    |
| Дунілово, присілок       | 68                     | 49                     |
| Дуніловський, присілок   | 622                    | 500                    |
| Єрмаково, присілок       | 128                    | 89                     |
| Заваріха, присілок       | 57                     | 38                     |
| Завраж'є, присілок       | 244                    | 187                    |
| Куревіно, присілок       | 43                     | 25                     |
| Мале Старигіно, присілок | 0                      | 0                      |
| Пеженьга, присілок       | 2                      | 0                      |
| Сорокино, присілок       | 70                     | 44                     |
| Старигіно, присілок      | 68                     | 40                     |
| Токовиця, присілок       | 23                     | 10                     |
| Чегодаєвський, селище    | 7                      | 0                      |